# Denny Duquette
Pour les articles homonymes, voir Duquette.
Denny Duquette est un personnage de fiction issu de la série télévisée américaine Grey's Anatomy. Ce personnage apparaît dans 23 épisodes de la série et il fait partie des rares à avoir un jour fait la voix-off de la série. Il est interprété par Jeffrey Dean Morgan.

## Histoire du personnage

### Deuxième saison
Denny apparait dans l'épisode 13 de la deuxième saison intitulé Nouveaux départs. C'est un malade cardiaque qui attend une transplantation. Il rencontre alors Izzie Stevens qui vient juste de rompre avec Alex Karev et tombe immédiatement sous le charme. Denny passe alors la journée à flirter et draguer Izzie. Il finit même par apprendre que Izzie est célibataire et il lui fait savoir qu'il en est très heureux. Izzie est touchée de l'intérêt que Denny lui porte mais elle ne peut tomber amoureuse d'un patient. À la fin de l'épisode la transplantation est annulée et Denny doit rentrer chez lui. Izzie en est très triste et quand Denny sort de l'hôpital, ils se lancent tous deux un regard déchirant.
Leur histoire aurait pu s'arrêter ainsi mais le destin en décidera autrement. En effet, Denny revient au Seattle Grace Hospital dans l'épisode 19 (Le Karma), il est dans un état critique. Alex devient jaloux de l'attention que Izzie porte à Denny. En effet, Izzie lâche Alex dès qu'elle voit Denny, alors que leur conversation laissait entendre qu'ils pourraient se remettre ensemble. Denny devient alors un obstacle pour Alex, qui lui tente toujours de se rapprocher d'Izzie. Dans l'épisode 21 : Superstition, le cas de Denny s'aggrave et Izzie s'inquiète de plus en plus pour sa santé. Toutefois, grâce à Alex, Denny est sauvé. Par la suite, le docteur Preston Burke greffera à Denis un pacemaker, lui permettant alors de rester vivant jusqu'à la prochaine transplantation. Denny en profitera alors pour se déplacer dans l'hôpital et le pacemaker lui offrira ses premières étreintes avec Izzie. 
Dans l'épisode 25 (Un cœur pour deux), tout s'accélère pour Denny. Burke et Alex vont chercher un cœur pour que Denny puisse enfin obtenir sa transplantation. Sur place Burke rencontre le docteur Erica Hahn, une autre chirurgienne cardio-thoracique qui est une ancienne rivale. Elle vient aussi chercher un cœur pour une transplantation. Burke et Hahn choisissent chacun un des deux donneurs compatibles, mais celui de Denny décède. Burke doit alors se battre avec Hahn pour le seul cœur restant. Malheureusement pour Denny, le patient d'Erica Hahn a été admis 17 secondes avant lui dans le programme de transplantation et le cœur lui revient de droit.
Dès le début de l'épisode 26 (Un pour tous...), Izzie réagit pour que Denny obtienne le second cœur disponible, et ce même s'il n'est plus prioritaire. Izzie provoque alors avec Meredith, George, et Cristina une dégradation de l'état de santé de Denny en débranchant son pacemaker. Denny repasse alors en tête de liste et peut obtenir le cœur. Toutefois, Burke doit venir vérifier son état avant de pouvoir prendre le cœur. Burke retourne donc au Seattle Grace Hospital en laissant Alex avec Erica Hahn. Mais arrivé sur place, un homme tire sur Burke et celui-ci est blessé. Pendant ce temps l'état de Denny ne fait qu'empirer...
C'est Alex qui sauve alors Denny en convainquant le docteur Hahn de venir elle-même faire la transplantation au Seattle Grace (épisode 27 : ...Tous pour Un). L'opération est une réussite, le cœur de Denny bat, sa nouvelle vie commence. Pendant ce temps, Richard Webber prive Izzie, Meredith, Alex, Cristina et George de chirurgie tant qu'il n'apprend pas qui a débranché le pacemaker. Plus tard dans la journée, Denny demande alors à Izzie de l'épouser et celle-ci accepte. Izzie doit ensuite le laisser, elle va se préparer pour le bal de l'hôpital. À son départ elle promet à Denny de revenir dans la soirée lui montrer sa robe. 
Izzie monte dans l'ascenseur pour montrer sa magnifique robe rose à Denny et le trouve mort. Désespérée, elle avoue au Chef que c'est elle qui a débranché le pacemaker et elle démissionne.

### Troisième saison
Dès le premier épisode (Avec le temps...), on reparle de Denny. Miranda Bailey doit aller confirmer son identité à la morgue. Elle le reconnait aussitôt et se penche sur son cadavre pour lui avouer à quel point elle est désolée. Pendant ce temps, Izzie n'arrive toujours pas à faire son deuil et reste enfermée allongée sur le sol de la salle de bains.
Il faudra ensuite attendre l'épisode 4 (Maux de cœur) pour qu'on reparle de Denny. C'est alors le père de Denny, nommé Denny Duquette (Senior) qui vient pour parler à Izzie. La conversation est tendue, le père accuse Izzie d'avoir épousé Denny peu avant sa mort pour toucher l'héritage et rembourser ses études de médecine. Finalement Izzie montre au père de Denny à quel point elle l'aimait et celui-ci lui donne alors sa part de l'héritage. Le père donne également à Izzie le numéro de son répondeur et son code, il veut qu'elle puisse écouter un message que Denny y avait laissé peu avant sa mort. Izzie va alors écouter le message avec George (message qui servira même à remplacer la voix-off de Meredith pour la narration finale de l'épisode): 
« Papa, maman, c'est moi. Je vous appelle de l'hôpital Seattle Grace, où, le docteur Isobel Stevens, la femme la plus belle, la plus douée, la plus incroyablement têtue que je connaisse, vient juste de me donner un cœur tout neuf et d'accepter de m'épouser. Je sais qu'on a eu des moments difficiles et je suis désolé de ne jamais vous avoir fait signe. C'est peut-être difficile à croire mais j'essayais d'arranger les choses. Je sais que vous m'en voulez et j'espère que vous me pardonnerez. Il se trouve que, parfois, on a besoin de faire des erreurs. Parfois on a besoin de faire une grosse bêtise pour se rendre compte qu'on allait dans la mauvaise direction. Ça fait mal de faire des erreurs. Mais, c'est le seul moyen de découvrir qui on est réellement. Je sais qui je suis maintenant. Je sais ce que je veux. J'ai trouvé l'amour de ma vie, et j'ai un cœur tout neuf, et je veux que vous sautiez dans le premier avion pour Seattle. Je veux vous présenter ma chérie. Les choses vont être différentes maintenant. Je vous le promets, à partir de maintenant, rien ne sera plus jamais pareil. Je vous aime. Au revoir. »
À la fin du message, George ouvre l'enveloppe contenant l'héritage de Denny pour Izzie et y découvre un chèque de 8,700,000.00 $.
Izzie attendra très longtemps avant de décider ce qu'elle devait faire du chèque. Dans l'épisode 12 (La loi du silence II), elle s'en sert pour faire une donation anonyme à une de ses patientes nommées Heather Douglas. Sa patiente était une jeune fille atteinte d'une déformation de la colonne vertébrale et l'opération était trop chère pour ses parents. Izzie utilisa par la suite le reste de l'argent pour en faire don à l'hôpital et faire construire un dispensaire. Le dispensaire est baptisé « Denny Duquette », il ouvre ses portes au Seattle Grace lors de l'épisode 14 (L'Empoisonneuse).
Dans l'épisode 15 (Tous sur le pont), un accident de ferry mobilise tout le personnel de l'hôpital. Sur les lieux Meredith est poussée à la fin de l'épisode par un homme et elle tombe dans l'eau. Les minutes passent et elle ne remonte pas à la surface. C'est dans l'épisode 16 (Disparitions) que Derek la ramène à la surface. Derek et l'hôpital tente alors l'impossible pour la réanimer. À la fin de l'épisode, Richard annonce qu'ils sont en train de perdre Meredith. Meredith se réveille alors seule dans la chambre. En face d'elle elle se trouve l'expert en déminage mort dans la saison 2. Elle lui demande si elle est morte mais c'est Denny qui apparaît pour lui répondre : « Bien sûr que tu l'es ».
L'épisode suivant (Entre deux mondes) fait apparaître beaucoup plus Denny. Dans ses songes, Meredith retrouve en plus de Denny et Dylan (le démineur): son chien mort dans la saison 2, une infirmière décédée dans la saison 1 qui avait travaillé avec sa mère et une de ses anciennes patientes qui est morte dans la saison 2. Denny explique à Meredith qu'elle doit se battre pour retourner dans le monde des vivants, que si elle meurt Derek sera dévasté. La conversation continue et Denny avoue à Meredith que parfois il a l'impression d'être à côté d'Izzie dans l'hôpital, qu'il ressent sa présence comme avant. Meredith répond en avouant à Denny qu'elle s'est arrêtée de se battre et qu'elle s'est laissée couler. Finalement les fantômes et Denny convainquent Meredith de retourner dans le monde réel, mais il se pourrait qu'il soit trop tard. Meredith voit alors sa mère apparaître dans l'hôpital, en effet Derek Shepherd a tenté l'impossible pour la sauver mais celle-ci est morte quelques minutes plus tôt. La mère de Meredith lui dit alors qu'elle ne devrait pas être là, qu'elle est tout sauf ordinaire (en référence à la dispute qu'elle avait eue avec Meredith quelques jours plus tôt). Sa mère étreint ensuite Meredith et lui dit de courir. Dans le monde réel, le docteur Bailey voit alors une faible impulsion apparaitre sur le moniteur. Burke annonce ensuite à tout le monde qu'il y a un rythme cardiaque et que Meredith est sauvée. 
À la fin de l'épisode, lorsque Izzie quitte l'hôpital, elle s'arrête en sentant une présence familière. La caméra bascule et l'on voit alors Denny, immobile à côté d'elle.

### Cinquième saison
Denny réapparaît dans l'épisode 2 de la saison 5 (Nouvelles blessures). Izzie voit Alex avec une femme à demi nue et elle s'imagine dans l'ascenseur avec sa robe mauve (celle du bal de la fin de la saison 2). Mais à la fin du trajet la porte s'ouvre et elle découvre Denny qui lui sourit et non son cadavre. Denny lui dit qu'elle est magnifique et ils partent ensemble la main dans la main. La voix-off de Meredith annonce alors : « Les contes de fées ne se réalisent pas. La réalité est plus orageuse. »
Dans l'épisode 7 (Au cœur de la compétition), Izzie et Meredith assistent le docteur Hahn, qui remplace désormais le docteur Burke en tant que chef de la section de chirurgie cardio-thoracique. Le patient du jour est celui qui aurait dû avoir un cœur si Izzie ne l'avait pas volé pour Denny dans la saison 2. Izzie a alors des hallucinations et revoit Denny.
Les hallucinations de Izzie durent jusqu'à l'épisode 13 (Le paradis ou l'enfer) où Izzie apprend que ses hallucinations sont dues à une tumeur au cerveau. Entre-temps Denny sera apparu dans tous les épisodes du 7 au 13. 
Les docteurs cherchent alors à soigner Izzie et c'est Derek qui s'en charge lors de l'épisode 19 (Une belle soirée pour sauver des vies). Malheureusement, Izzie voit à nouveau Denny lors de l'épisode 22 (Le plus beau jour), épisode qui est également le 100e de la série. Derek découvre alors une dernière tumeur qu'il n'avait pas vu la première fois car elle était trop petite. Dans l'épisode 23 (Projets d'avenir), nous voyons Denny pour la dernière fois, après Izzie est opérée et ses hallucinations cessent.

## Son Impact dans la série
Shonda Rhimes a confié que le rôle de Denny n'était prévu au départ que pour deux épisodes maximum. Toutefois Jeffrey Dean Morgan et Katherine Heigl formaient un si beau couple que son rôle fut prolongé. Pour le tournage de la scène de la mort de Denny, de nombreux techniciens et acteurs étaient tristes car Denny était réellement un personnage très apprécié et Jeffrey Dean Morgan s'entendait très bien avec tout le monde sur le plateau.
Mais le rôle de Denny ne s'est pas arrêté là car son personnage avait profondément marqué la série et ironiquement, Denny Duquette apparut plus dans Grey's Anatomy après sa mort que de son vivant. Il fait par exemple la voix-off de la fin de l'épisode 4 de la saison 3 (Maux de cœur) et il devient ainsi le deuxième acteur de la série, à part Meredith, à être la voix-off de la série. C'est également le seul personnage non-chirurgien à avoir fait la voix-off. 
Très apprécié des fans, Denny est sélectionné pour revenir dans l'épisode 17 de la saison 3 (Entre deux mondes). Il revient en tant que fantôme qui tente d'aider Meredith à revenir dans le monde des vivants. Ils sont 4 fantômes à être présents mais c'est Denny qui apparaitra le plus à l'écran.
Son nom est donné par Izzie au dispensaire du Seattle Grace Hospital et il pose alors à jamais son empreinte dans la série. De plus, le succès de Jeffrey Dean Morgan au cinéma dans les années 2008 et 2009 (tournage des films : Live !, Un mari de trop et Watchmen : Les Gardiens) lui permet de revenir dans le début de la saison 5. Les fans ont peu apprécié le fait que Izzie ait des hallucinations mais Denny étant une icône de Grey's Anatomy, Shonda Rhimes le fit quand même revenir en hallucination dans le centième épisode de la série.
De plus, la scène de l'ascenseur avec Izzie est devenue une scène culte auprès des fans de Grey's Anatomy. Elle est d'ailleurs réutilisé dans l'épisode 2 de la saison 5 (... Nouvelles blessures) où Izzie retrouve Denny vivant à la fin de son trajet en ascenseur. Et dans l'épisode 24 de la saison 5 (Ne me quitte pas): Izzie et George O'Malley sont entre la vie et la mort. Izzie se revoit alors dans l'ascenseur avec sa robe mauve. Et lorsque la porte s'ouvre, Izzie découvre son meilleur ami George qui l'attend. Après avoir été réanimée, Izzie raconte son rêve à Alex et lui annonce qu'elle croit que George va mourir s'il s'engage dans l'armée.